# Botella de Bolonia
Una botella de Bolonia, a menudo usado en demostraciones de Física y trucos de magia, es una botella de vidrio que tiene una gran fuerza externa. También es conocida como "botella del Diablo".
El exterior es generalmente lo suficientemente fuerte como para poder clavar un clavo en un bloque de madera utilizando la botella como martillo, sin embargo, incluso un pequeño rasguño en el interior provocaría la rotura de la botella.
Se crea calentando una botella de vidrio normal para después enfriarla lentamente por fuera y muy rápido por dentro. Esto dota a la botella de una gran fuerza externa al mismo tiempo que provoca gran fragilidad en el interior. Preferentemente la botella debe ser ancha por abajo y estrecha por arriba para que el efecto sea perfecto. Es usada en numerosos trucos de magia por su espectacularidad y sencillez.